# Louis Antoine Carolus

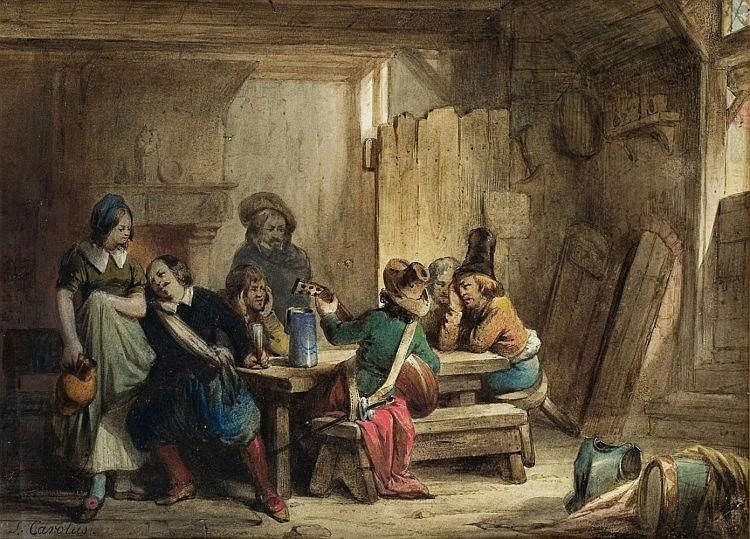
In einer Taverne

Louis Antoine Carolus (* 25. Dezember 1814 in Antwerpen; † 12. April 1865 ebenda) war ein belgischer Genremaler und Radierer.
Carolus studierte bei Jakob Josef Eeckhout und Ferdinand de Braekeleer in Antwerpen und  von 1831 bis 1834 bei Eugène Lepoittevin in Paris. Ab 1835 war er in Den Haag und ab 1836 in Antwerpen als freischaffender Künstler tätig. Er widmete sich der historischen Genremalerei. Die dargestellten Genreszenen fanden meist in den Zeiten des Königs Ludwig XV. statt.